# Gentianella meyeniana
Gentianella meyeniana là một loài thực vật có hoa trong họ Long đởm. Loài này được (Griseb.) Fabris mô tả khoa học đầu tiên năm 1983.